# Ditrichum hyalinocuspidatum
Ditrichum hyalinocuspidatum är en bladmossart som beskrevs av Jules Cardot 1906. Ditrichum hyalinocuspidatum ingår i släktet grusmossor, och familjen Ditrichaceae. Inga underarter finns listade i Catalogue of Life.